# 乔治·华盛顿·卡斯蒂斯·李
乔治·华盛顿·卡斯蒂斯·李（George Washington Custis Lee，1832年9月16日—1913年2月18日），美国军人、教育家，曾任美利坚联盟国总统杰斐逊·戴维斯的副官和华盛顿与李大学校长（1871年-1897年）。
乔治是美利坚联盟国总司令罗伯特·E·李与玛丽·安娜·卡斯蒂斯·李的大儿子，美国众议院议员威廉·亨利·菲茨休·李的哥哥。